# Гаврилов, Александр Петрович
Александр Петрович Гаврилов (1855—?) — генерал-лейтенант Российской императорской армии. Участник русско-турецкой, русско-японской и Первой мировой войн. Кавалер Георгиевского оружия (1916) и десяти орденов.

## Биография
Родился 26 августа (7 сентября) 1855 года. Окончил 1-е Санкт-Петербургское реальное училище (1877).
Принял участие в русско-турецкой войне 1877—1878 годов, поступив на службу в Российскую императорскую армию 31 августа 1878 года. Окончил 1-е военное Павловское училище, а затем Михайловское артиллерийское училище в 1881 году, откуда был выпущен в чине подпоручика (со старшинством с 08.08.1881) в 24-ю артиллерийскую бригаду. Поручик (ст. 12.11.1884). В 1889 году по 1-му разряду окончил Николаевскую академию Генерального штаба. Произведён в штабс-капитаны (ст. с 10.04.1889).
Состоял при штабе Виленского военного округа. С 26 ноября 1889 года по 29 октября 1892 года обер-офицер для поручений при штабе 4-го армейского корпуса. Капитан (ст. с 21.04.1891). С 21 сентября 1891 года по 21 сентября 1892 года отбывал цензовое командование ротой в 119-м пехотном Коломенском полку.
С 29 октября 1892 года по 6 декабря 1895 года старший адъютант штаба 18-го армейского корпуса. Подполковник (ст. 06.12.1895). С 13 января 1896 года по 2 апреля 1898 года старший адъютант штаба Виленского военного округа. С 2 апреля 1898 года по 4 декабря 1899 года состоял штаб-офицером для поручений при штабе того же военного округа. С 1 мая по 31 августа 1899 года отбывал цензовое командование батальоном в 108-м пехотном Саратовском полку. Полковник (пр. 1899; ст. 06.12.1899; за отличие). С 4 декабря 1899 года начальник штаба 40-й пехотной дивизии.
С 1 июня 1904 года командир 162-го пехотного Ахалцыхского полка. Участник русско-японской войны 1904-05. В 1908 году за отличие, произведён в генерал-майоры (ст. 11.12.1908) с назначением  командиром 1-й бригады 41-й пехотной дивизии. 31 марта 1912 года назначен командиром 1-й бригады 31-й пехотной дивизии. На 1 июня 1914 года в том же чине и должности.
Участник Первой мировой войны. С 19 июля 1914 года командующий 69-й пехотной дивизией. В декабре 1914 года за отличие произведён был в генерал-лейтенанты (ст. 31.08.1914) с утверждением в должности. 3 июня 1917 года отчислен от должности с назначением в резерв чинов при штабе Минского военного округа.

## Семья
Жена - Екатерина Ермолаевна Акулова, домашняя учительница. Брак - 11.01.1885, Санкт-Петербург. Сестра Мария Петровна - жена лейб-медика Владимира Ясоновича Алышевского.

## Награды
- Георгиевское оружие (25 апреля 1916)[7];
- Орден Белого орла с мечами (23 сентября 1915);
- Орден Святого Владимира 2-й степени с мечами (19 февраля 1915);
- Орден Святого Владимира 3-й степени (6 декабря 1911);
- Орден Святого Владимира 4-й степени с мечами и бантом (1907);
- Орден Святой Анны 1-й степени с мечами (2 января 1915);
- Орден Святой Анны 2-й степени (1904);
- Орден Святой Анны 3-й степени (1895);
- Орден Святого Станислава 1-й степени (6 декабря 1913);
- Орден Святого Станислава 2-й степени (1898);
- Орден Святого Станислава 3-й степени (1892).